# Tshepiso Molwantwa
Tshepiso Molwantwa (ur. 18 października 1978) – botswański piłkarz grający na pozycji napastnika. W swojej karierze rozegrał 47 meczów i strzelił 8 goli w reprezentacji Botswany.

## Kariera klubowa
Swoją karierę Molwantwa rozpoczął w klubie Township Rollers. W sezonie 1997 zadebiutował w jego barwach w pierwszej lidze botswańskiej. Grał w nim do 2002 roku. W sezonie 2002/2003 występował w południowoafrykańskim Dangerous Aces FC. W 2003 roku wrócił do Township Rollers. W sezonie 2004/2005 wywalczył z nim dublet - mistrzostwo i Puchar Botswany. W latach 2006-2009 grał w Notwane FC, w latach 2009-2011 - w Letlapeng FC, a w latach 2011-2013 - ponownie w Notwane FC, w którym zakończył karierę.

## Kariera reprezentacyjna
W reprezentacji Botswany Molwantwa zadebiutował 10 stycznia 1998 roku w zremisowanym 0:0 towarzyskim meczu ze Suazi. Od 1998 do 2006 wystąpił w kadrze narodowej 47 razy i strzelił 8 goli.